# Lydia Davis

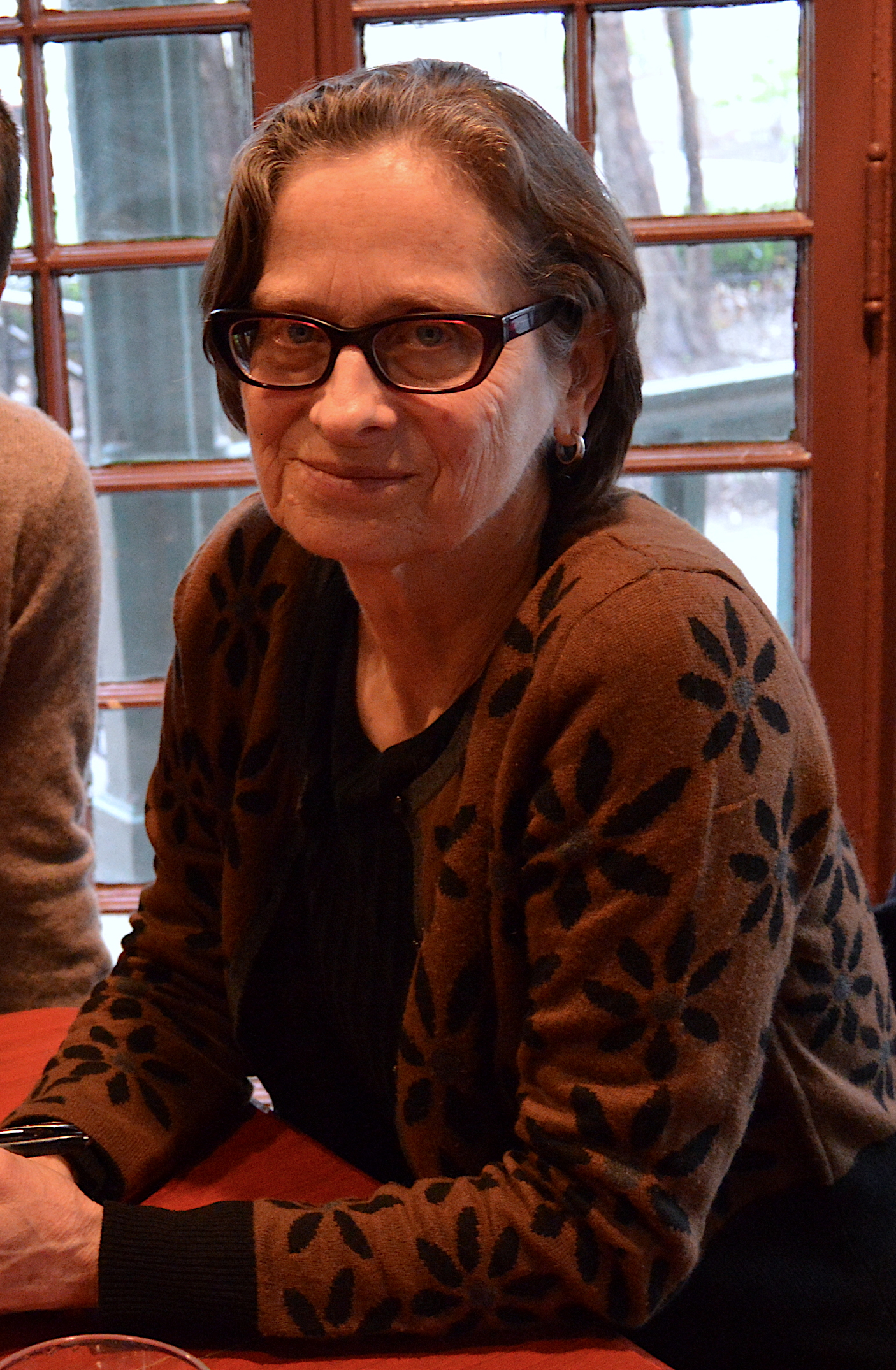
Lydia Davis (2017)

Lydia Davis (* 15. Juli 1947 in Northampton, Massachusetts) ist eine US-amerikanische Schriftstellerin und Übersetzerin, besonders bekannt für ihre sehr kurzen Kurzgeschichten.

## Leben
Lydia Davis ist die Tochter der Journalistin und College-Dozentin Francis Hope Davis, geborene Hale (1903–2004) aus ihrer vierten Ehe (1939) mit dem Literaturwissenschaftler und -kritiker Robert Gorham Davis (1908–1998). Sie hat einen älteren Bruder; beide Eltern verstanden sich als Kommunisten. Mit sieben Jahren war Lydia Davis ein Jahr lang Schülerin bei den Ursulinen in Graz und lernte Deutsch.
Am Barnard College lernte sie ihren späteren Ehemann Paul Auster kennen; 1970 machte sie ihren Abschluss. Von 1971 an lebte das junge Paar in Frankreich zusammen. Beide arbeiteten als Übersetzer „and shared a belief that their poverty was romantic – until the situation grew desperate“. Sie gründeten gemeinsam einen Kleinverlag und gaben unter demselben Namen, Living Hand, eine Literaturzeitschrift heraus: Auf dem Titelblatt von Living Hand 1 (Herbst 1973) ist Lydia Davis’ Name neben dem von sieben weiteren Autoren genannt; eine der sechs monografischen Sonderausgaben von Living Hand ist die erste selbständige Veröffentlichung von Lydia Davis.
Mit (laut Erinnerung von Auster) nur „neun Dollars“ sollen sie in die USA zurückgekehrt sein. Sie heirateten 1974; 1977 wurde ihr Sohn Daniel Auster (1977–2022) geboren, und sie kauften ein altes Haus in Duchess County, New York. 1978 wurde die Scheidung eingereicht.
Später heiratete Lydia Davis Alan Cote (geboren 1937), einen abstrakten Maler. Sie hat mit ihm einen Sohn, Theo Cote. Davis übersetzt seit ihrer Jugendzeit, hauptsächlich aus dem Französischen, in jüngerer Zeit auch aus dem Deutschen und Niederländischen. Zu den von ihr übersetzten Autoren zählen Maurice Blanchot, Marcel Proust und Gustave Flaubert ebenso wie Robert Walser oder A. L. Snijders.
Davis lehrte u. a. an der State University of New York in Albany Creative Writing.
Sie lebt mit ihrem Mann in einem kleinen Ort in Rensselaer County, New York.

## Ehrungen und Auszeichnungen
- 2005: Aufnahme in die American Academy of Arts and Sciences
- 2013: Man Booker International Prize (für ihr Gesamtwerk)[8]
- 2013: Award of Merit Medal der American Academy of Arts and Letters, Manhattan, New York City
- 2020: PEN / Malamud Award[9]
- 2021: Aufnahme in die American Philosophical Society
- 2022: Aufnahme in die American Academy of Arts and Letters

## Werke (Auswahl)
- The Thirteenth Woman and Other Stories. Living Hand, 1976.
- Sketches for a Life of Wassilly. Station Hill Press, Barrytown 1981, ISBN 0-930794-45-1.
- Story and Other Stories. The Figures, 1985, ISBN 0-935724-17-6.
- Break It Down. Farrar, Straus and Giroux, New York 1986, ISBN 0-374-11653-9.
  - Es ist, wie es ist. Aus dem Englischen von Klaus Hoffer. Literaturverlag Droschl, Graz 2020, ISBN 978-3-99059-057-7.
- The End of the Story. Farrar, Straus and Giroux, New York 1994, ISBN 0-374-14831-7.
  - Das Ende der Geschichte. Aus dem Englischen von Klaus Hoffer. Literaturverlag Droschl, Graz 2009, ISBN 978-3-85420-761-0.
- Almost No Memory. Farrar, Straus and Giroux, New York 1997, ISBN 0-374-10281-3.
  - Fast keine Erinnerung. Stories. Aus dem Englischen von Klaus Hoffer. 3. Auflage. Literaturverlag Droschl, Graz 2008, ISBN 978-3-85420-735-1.
- Samuel Johnson Is Indignant. McSweeney’s Books, New York 2001, ISBN 0-9703355-9-8.
  - Samuel Johnson ist ungehalten. Aus dem Englischen von Klaus Hoffer. Literaturverlag Droschl, Graz 2017, ISBN 978-3-99059-004-1.
- Varieties of Disturbance. Farrar, Straus and Giroux, New York 2007, ISBN 978-0-374-28173-1.
  - Formen der Verstörung. Aus dem Englischen von Klaus Hoffer. Literaturverlag Droschl, Graz 2011, ISBN 978-3-85420-784-9.
- Proust, Blanchot, and a Woman in Red. (= The Cahiers Series. No. 5). Sylph Editions/Center for Writers and Translators at the American University in Paris, Lewes/Paris 2007, ISBN 978-0-9552963-5-2.
- The Collected Stories of Lydia Davis. Farrar, Straus and Giroux, New York 2009, ISBN 978-0-374-27060-5.
- The Cows. Sarabande Books, Louisville 2011, ISBN 978-1-932511-93-2.
- Can’t and Won’t. Stories. Farrar, Straus and Giroux, New York 2014, ISBN 978-0-374-11858-7.
  - Kanns nicht und wills nicht. Aus dem Englischen von Klaus Hoffer. Literaturverlag Droschl, Graz 2014, ISBN 978-3-85420-955-3.
- Essays One. Farrar, Straus and Giroux, New York 2019, ISBN 978-0-374-14885-0.
- Essays Two. Farrar, Straus and Giroux, New York 2021, ISBN 978-0-374-14886-7.
- Our Strangers. Stories. Canongate Books, Edinburgh 2023, ISBN 978-1-80530-189-9.
  - Unsere Fremden. Stories. Aus dem Amerikanischen übersetzt von Jan Wilm. Droschl, Graz 2024, ISBN 978-3-99059-165-9.